# Skinner's Bubble
Skinner's Bubble è un film muto del 1917 diretto da Harry Beaumont e prodotto dalla Essanay di Chicago.

## Trama
William Skinner, diventato socio junior della società di McLaughlin e Perkins, decide di lasciare l'azienda per aprirne una tutta sua. Skinner è convinto di essere un genio del mondo industriale, ma la sua nuova attività incontra subito grandi difficoltà, tanto da portarlo ben presto vicino al fallimento. In realtà, i suoi successi precedenti erano dovuti al prestigio della sua vecchia azienda: Skinner nasconde le sue difficoltà alla moglie Honey mentre si confida con la signora McLaughlin. Questa allora convince il marito a riprendere in ditta Skinner che, davanti a un'offerta di lavoro incredibilmente vantaggiosa, riesce a salvarsi dalla rovina.

## Produzione
Il film fu prodotto dalla Essanay Film Manufacturing Company.

## Distribuzione
Distribuito dalla K-E-S-E Service, il film uscì nelle sale cinematografiche USA il 23 aprile 1917. In Francia, venne distribuito il 7 novembre 1919 con il titolo Son bluff.